# Kiara (Walantaka)
Kiara is een bestuurslaag in het regentschap Serang van de provincie Banten, Indonesië. Kiara telt 4690 inwoners (volkstelling 2010).